# كورت يونغ (سياسي)
كورت يونغ هو سياسي ألماني، ولد في 15 فبراير 1925 في كاندل في ألمانيا، وتوفي في 23 أبريل 1989 في كارلسروه في ألمانيا. نشط حزبياً في الحزب الديمقراطي الحر.

## مناصب
- انتخب ممثل الجمعية البرلمانية لمجلس أوروبا [الإنجليزية]‏ لترشحه ضمن قائمة ألمانيا، (26 يناير 1981 – 1983).
- انتخب نائب عن الجمعية البرلمانية لمجلس أوروبا  [لغات أخرى]‏ لترشحه ضمن قائمة ألمانيا، (10 مايو 1971 – 23 مارس 1973).
- انتخب سكرتير برلماني في ألمانيا [الإنجليزية]‏.
- انتخب عضو في البوندستاغ الألماني خلال فترته النيابية  [لغات أخرى]‏ (17 مايو 1966 – 19 أكتوبر 1969).
- انتخب عضو في البرلمان الأوروبي.

## وصلات خارجية
- كورت جونغ على موقع مونزينجر (الألمانية)